# Simone Bianchetti
Simone Bianchetti (Cervia, 20 febbraio 1968 – Savona, 28 giugno 2003) è stato un velista e navigatore italiano.

## Biografia
Figlio di Pilade e Maria, si è diplomato presso l'istituto navale di Cesenatico e quindi ha ottenuto il titolo di capitano di lungo corso presso il collegio navale "Giorgio Cini" di Venezia. Ha prestato servizio nella marina militare italiana per due anni e quindi si è dedicato allo sport della vela.

## Carriera
Aveva cominciato a navigare nel Mar Adriatico sul "Penelope", un cutter di 6 metri ed ha partecipato a regate con l'"Attax", un quarta classe IOR di 10,4 metri e poi con il "Condor Nonsisamai" un ULDB di 50 piedi.
Nel 1994 ha preso parte al Boc Challenge, il giro del mondo in solitario a tappe, con la barca "Town of Cervia", completando la prima tappa tra Charleston e Città del Capo e ritirandosi durante la seconda tra Città del Capo e Sydney.
Nel 1995 ha affrontato la Mini Transat, navigazione transatlantica in solitario, con barche di sei metri ("Vismara Kidogo"), arrivando decimo e nel 1996 la Europe One Star da Plymouth a Newport sul Verdone un 50 piedi di proprietà di Cino Ricci ribattezzato "Town of Cervia - Merit Cup" e, nello stesso anno la "Transat Québec Saint-Malo", traversata transatlantica in equipaggio.
Nel 1997 ha partecipato alla Solitaire du Figaro, considerata la regata tecnica per eccellenza, la palestra dei navigatori solitari e nel 1998 alla Route du Rhum con il "Moana 60" il primo 60 piedi open costruito in Italia e progettato da Vittorio Malingri, sempre in solitario.
Nel 1998 ha partecipato alla ultima edizione della " Rimini Corfù Rimini" con il 50 piedi "Vitesse", classificandosi terzo assoluto. Lo stesso anno con Vitesse ed un equipaggio di velisti romagnoli vince la prima tappa della Pesaro-Rovigno-Pesaro arrivando a Rovigno in poco meno di 11 ore. Simone ed il suo equipaggio si rifiutano di rientrare in Italia via terra dopo la decisione delle giuria di non far partire la regata di ritorno per la paura infondata di un colpo di Bora. Partono lo stesso e riconsegnano Vitesse all'armatore il mattino seguente entrando a vela (come era solito fare Simone) a Porto Garibaldi, a vela, la mattina seguente sospinti da 5 nodi di maestrale.
Nel 1999 ha partecipato alla "Transat des Sables" una corsa di 800 km in otto giorni nel deserto del Sahara, in Mauritania), con un carro a vela da lui progettato ("Tin.it-desert Fox"), nella quale arriva quarto e per qualche ora è disperso durante una tempesta di sabbia.
Nel 2000-2001 ha partecipato al Vendée Globe, giro del mondo di 25.000 miglia senza scalo in solitaria, in parte nel Mare Antartico, con la barca "Aquarelle". Completa l'impresa in 121 giorni un'ora e 28 minuti, piazzandosi dodicesimo.
Nel 2002-2003 ha partecipato all'Around Alone, giro del mondo in solitario a tappe, con la barca "Tiscali Global Challenge", completando il percorso il 159 giorni 20 ore e 53 minuti classificandosi terzo.
Il 28 giugno 2003 muore improvvisamente all'età di 35 anni in seguito ad un malore nel porto di Savona.

## Riconoscimenti postumi
Il parco comunale di Sipicciano, frazione del comune di Graffignano è intitolato alla sua memoria. Il padre infatti era originario della zona, tanto che il soprannome di Simone nel mondo marinaresco era Zippy (da Sipicciano). Il piazzale fronte mare antistante al Circolo Nautico Amici della Vela di Cervia è stato intitolato a Simone.

## Opere pubblicate
- Simone Bianchetti, Poemetti furiosi di un navigatore solitario, Editoriale Olimpia, 2000
- Simone Bianchetti, Fabio Pozzo, I colori dell'oceano, Longanesi (collana Il Cammeo), 2003, con prefazione di Cino Ricci ISBN 8830420883 ISBN 9788830420885

## L'eredita sportiva
Le imprese di Simone Bianchetti hanno lasciato il segno nella cultura velistica/marinaresca Italiana. Molti velisti romagnoli hanno intrapreso la carriera di navigatore o di velista solitario sul solco tracciato da Bianchetti. A Simone si deve l'importazione in Italia del carro a vela, sport popolare in Bretagna, terra amata da Simone. Non è raro vedere in inverno, nelle giornate di grecale, i suoi carri a vela sfrecciare sulla spiaggia di Cervia guidati dai velisti che orbitavano attorno a Simone e che onorano la sua memoria.